# Broselow-lint

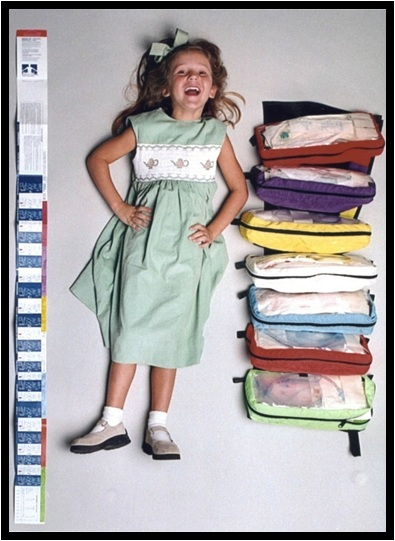
Kind gemeten met Broselow-lint en kleurgecoeerde hulpmiddelensets

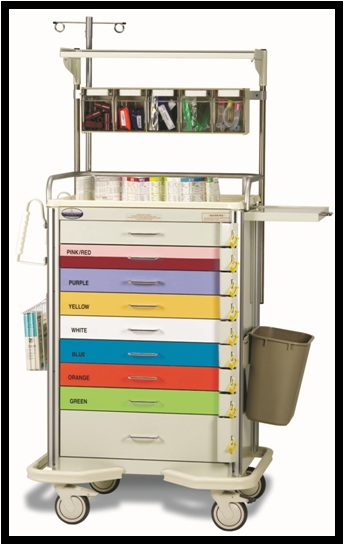
Broselow-lint-Kleurgecodeerde laden

Het Broselow-lint (Engels: Broselow Pediatric Emergency Tape, kortweg Browselow Tape) is een kleurgecodeerd meetlint dat wereldwijd voor spoedeisende hulp bij kinderen wordt gebruikt.
Het Broselow-lint verbindt de grootte van het kind - gemeten met het lint - met zijn gewicht om medische instructies zoals doseringen voor medicaties, de grootte van de apparatuur (zoals een intubator) die gebruikt moet worden, en het voltage bij het gebruik van een defibrillator. In het geval van kinderen is het bijzonder belangrijk om al deze therapieën voor ieder kind afzonderlijk te berekenen. Om dit te doen wordt in een spoedeisende situatie echter waardevolle tijd gebruikt die nodig is om de behandeling van de patiënt te evalueren, te beginnen en te controleren. Het Broselow-lint werd ontwikkeld voor kinderen tot ongeveer 12 jaar met een gewicht tot circa 36 kg. Het Broselow-lint wordt in veel medische teksten en publicaties als standaard voor spoedeisende hulp bij kinderen vermeld.

## Geschiedenis
Begin jaren 1980 waren de spoedeisende hulp-artsen James Broselow en Robert Luten op zoek naar een oplossing van de problemen die de spoedeisende hulp voor kinderen stelt. Het resultaat was Broselow’s uitvinding van een zelfgemaakt prototype van het lint in 1985. Broselow en Luten van de Universiteit van Florida en lid van het pas opgericht Pediatric Advanced Life Support (PALS)-subcomité, bundelden hun krachten, om de fundamentele studies te doen, waarop het lint gebaseerd was, en om het lint in verloop der jaren te ontwikkelen en te actualiseren.
Het lint stelt van tevoren berekende medicatie doseringen ter beschikking en elimineert hierdoor effectief mogelijke fouten in verband met de dosering, bereiding en toediening bij kinderen.  Dit voordeel heeft gedurende de afgelopen jaren, aangezien de prevalentie en de omvang van medicatiefouten al grote effecten vertoond. Medische fouten zijn voor kinderen een groter gevaar dan voor volwassenen, omdat hun organen kleiner zijn en zich nog in ontwikkeling bevinden. Medicatiefouten van een factor 10 zoals die ontstaan door foutieve berekeningen zijn voor kinderen een veel groter gevaar dan voor volwassenen. In het geval van standaard medicatie voor een volwassene zou foute dosis van tien maal de normale dosis voor volwassenen het gebruik van meerdere injectiespuiten vereisen - iets dat voor de verpleging een duidelijk signaal is dat er waarschijnlijk een fout gemaakt is. In tegenstelling hiertoe kan zowel een correcte 1x dosis als ook een 10x overdosering voor een klein kind in dezelfde spuit worden toegediend zonder enige verwijzing naar een mogelijke fout. Bovendien is de pediatrische spoedeisende verzorging vanwege de chaotische natuur en de stress die met urgenties verbonden is, extra gevoelig voor fouten.

## Ontwerp
Het oorspronkelijke Broselow-lint maakte een verdeling in 25 kg-bereiken voor medicatiedoseringen en acht kleur-bereiken voor de keuze van apparaten. Latere versies van het lint combineerden indeling voor dosering en apparatuurkeuze in acht kleur-bereiken. Hierdoor is een eenvoudig systeem voor medicatie en apparatuurkeuze ontstaan dat in de meeste ziekenhuizen en ziekenwagens wordt gebruikt.
De volgende lijst toont de gebruikte kleuren met aan de hand van lengte het geschatte gewicht en leeftijd.
| Kleur  | Lengte in cm | Geschat gewicht (kg) | Geschatte leeftijd | Opmerkingen                    |
| ------ | ------------ | -------------------- | ------------------ | ------------------------------ |
| Grijs  | < 59,5       | 3 - 5                | 0 - 2 maanden      | gedetailleerde dosering per kg |
| Roze   | 59,5 - 66,5  | 6 - 7                | 3 - 6 maanden      |                                |
| Rood   | 66,5 - 74    | 8 - 9                | 7 - 10 maanden     |                                |
| Paars  | 75 - 84,5    | 10 - 11              | 11 - 18 maanden    |                                |
| Geel   | 84,5 - 97,5  | 12 - 14              | 18 - 36 maanden    |                                |
| Wit    | 97,5 - 110   | 15 - 18              | 3 - 4 jaar         |                                |
| Blauw  | 110 - 122    | 19 - 23              | 5 - 6 jaar         |                                |
| Oranje | 122 - 137    | 24 - 29              | 7 - 9 jaar         |                                |
| Groen  | 137 - 150    | 30 - 36              | 10 - 12 jaar       |                                |